# Chavannes-sur-Moudon
Chavannes-sur-Moudon es una comuna suiza del cantón de Vaud, situada en el distrito de Broye-Vully. Limita al noreste con la comuna de Chesalles-sur-Moudon, al este con Brenles, al sureste con Ursy (FR), al sur con Montet (Glâne) (FR), y al oeste y noroeste con Moudon.
Hasta el 31 de diciembre de 2007 formó parte del distrito de Moudon y del círculo de Moudon.